# ية رزغي (مقاطعة دلفان)
ية رزغي (بالفارسية: یه رزگی) هي قرية تقع في قسم كاكاوند الشرقي الريفي (مقاطعة دلفان) في إيران. يقدر عدد سكانها بـ 70 نسمة .